# Guerra Savoia-Genova del 1672
La guerra tra ducato di Savoia e Repubblica di Genova avvenne tra il 1672 e il 1673.

## Antefatti
Da decenni vi erano tensioni tra la repubblica di Genova e il ducato di Savoia, tensioni che erano già culminate in una guerra nel 1625. Il ducato voleva infatti controllare alcune posizioni strategiche e le vie di comunicazione verso le proprie enclavi portuali nel mezzo del territorio della Serenissima.
La nuova occasione per la guerra venne da Raffaele della Torre, un patrizio genovese. Della Torre aveva condotto a lungo una vita dispendiosa, e messo alle strette si era dato alla rapina finché non aveva ucciso un uomo, proteggendosi, però, dai tribunali col suo buon nome. Ma, dopo avere derubato nel 1671 una feluca carica d'oro che doveva andare a Livorno, fuggì in Francia, e a Genova fu condannato a morte in contumacia. Della Torre si spinse allora alla corte sabauda e propose un colpo di mano per cambiare regime a Genova, con l'utilizzo di truppe mercenarie; perdipiù contava sulla sollevazione popolare che riteneva certa alla luce delle tensioni sociali tra mercanti e nobili. In cambio del supporto Della Torre avrebbe dato Savona al ducato. Sfortunatamente per Della Torre, la congiura venne rivelata il 23 giugno del 1672, il giorno prima del colpo di mano, da Angelo Maria Vico, incaricato di reclutare le truppe. Della Torre riuscì comunque a fuggire. Nel frattempo però i Savoiardi avevano iniziato l'invasione.

## Svolgimento
Contando sull'opera di Raffaele della Torre, i Savoiardi avanzarono da Ceva verso Savona. Informato del fallimento della congiura, il comandante piemontese Catalano Alfieri ricevette l'ordine da Carlo Emanuele II di muovere l'esercito nell'entroterra ligure e occupare territori contesi a lungo con la Repubblica di Genova, tra cui Zuccarello. Il conte si diresse a Garessio e poi da lì prese Pieve di Teco. La Serenissima inviò allora le proprie truppe a Oneglia, che apparteneva ai Savoia, dove don Gabriele di Savoia (zio del duca), nominato nuovo comandante della spedizione, fu mandato ad organizzare le difese, mentre altre truppe genovesi sotto il commissario generale Gian Luca Durazzo si trincerarono ad Albenga. I sabaudi di don Gabriele dopo alcuni scontri minori furono però costretti a ritirarsi, mentre il conte Catalano Alfieri si ritirò con le sue truppe nel borgo di Castelvecchio. Da lì lanciò il 6 agosto una sortita contro le truppe genovesi, ma fu sconfitto subendo molte perdite e salvandosi a stento.
Il 15 agosto i Genovesi attaccarono Oneglia, che si arrese senza combattere. Il duca decise allora di provare un ultimo attacco, per potere fare uno scambio con Genova e riavere Oneglia; inviò quindi 6000 uomini sotto il comando di don Gabriele, assieme a 1000 cavalieri del marchese di Livorno, ad attaccare Ovada.

### Assedio di Ovada
Il 17 settembre i Piemontesi giunsero a Ovada, e cominciarono a prendere avamposti nei dintorni, come il convento dei Cappuccini. Nello stesso tempo don Gabriele mandò truppe ad Acqui, per bloccare eventuali contrattacchi genovesi da Savona, e prese Sassello demolendone il castello e incendiando il paese. Il 9 ottobre finalmente fu lanciato l'attacco contro Ovada. I Piemontesi spararono con l'artiglieria contro i punti deboli delle mura, poi attaccarono dopo avere aperto una breccia. I Genovesi, che avevano predisposto gallerie minate nel punto dove pensavano sarebbero penetrati i Savoiardi, fecero brillare le cariche massacrando circa 400 soldati nemici. Nonostante le perdite, i Savoiardi continuarono l'assalto. Vistosi perduto, il governatore di Ovada Imperiali ordinò ai suoi uomini la ritirata. Lui stesso rimase con pochi uomini per ostacolare i soldati del duca, ma infine si ritirò verso il castello di Tagliolo, feudo della famiglia genovese dei Gentile ma appartenente al ducato di Milano, allora spagnolo. Quando finalmente la fortezza venne presa, alcuni barili di polvere da sparo presero fuoco (pare accidentalmente), provocando nuova strage tra gli attaccanti e alcuni prigionieri genovesi. Alla fine del combattimento i Savoiardi avevano perso 700 uomini, i Genovesi ebbero 100 morti e altrettanti prigionieri.
Don Gabriele ordinò allora di muovere le truppe a Rossiglione, che prese. Altri 4000 soldati piemontesi conquistarono facilmente Oneglia il 21 ottobre; i Genovesi del presidio si trincerarono a Porto Maurizio.
Le operazioni militari si erano a questo punto concluse. Luigi XIV mediò allora tra i due contendenti,  che infine con il lodo di Saint-German-en-Laye del 18 gennaio 1673 giunsero alla pace, tornando ai confini prima della guerra.